# Horní maják Emmaste
Horní maják Emmaste (estonsky Emmaste sihi ülemine tulepaak) se nachází ve vesnici Rannaküla v kraji Hiiu v Estonsku na ostrově Hiiumaa.

## Popis
Dvojice náběžných majáků dolní a horní maják Emmaste, které jsou od sebe vzdáleny 1071 metrů, slouží k navádění místních rybářských člunů a malých plavidel při překonávání úzkého vodního průlivu Soela.
Maják byl původně postaven v roce 1935. V roce 1948 byla postavena kovová příhradová konstrukce vysoká 19 metrů. V roce 2016 byla postavena nová válcová ocelová věž vysoká 24,4 metrů a světelný zdroj umístěn ve výšce 26 m n. m. Věž je bílá a nese v horní části navigační červenou tabuli s bílým svislým pruhem. Při rekonstrukci byly vyměněny staré světelné zdroje o výkonu osmnáct wattů za LED zdroj s výkonem dva watty a svítivostí 12 000 kandela. Charakteristiky světel zůstaly nezměněny.

### Data
Zdroj:
- Výška majáku: 24,4 m
- Výška zdroje světla: 26 m n. m.
- Dosvit: 9 nm
- Charakteristika: Iso W 4s, bílé světlo svítí v periodě 2+2=4 sekundy v sektoru 87,4°–91,4°, šířka sektoru jsou čtyři stupně

### Označení
Zdroj:
- VTA 692
- Admiralty C3720.1
- NGA 12704